# Beechcraft Queen Air
Beechcraft Queen Air - BE65, BE70, BE80, BE88 je dvomotorno propelersko lahko letalo, ki ga je proizvajal ameriški Beechcraft v letih 1960−1978. Razvito je bilo na podlagi Twin Bonanze, ima sorodna krila, motorje in repne površine ima pa za razliko večji trup.  Model 88 Queen Air ima kabino pod tlakom. Na podlagi Queen Air so razvili izredno uspešnega turbopropelerskega King Air. Velja za udobno in luksuzno potovalno športno letalo v konkurenci: Beechcraft Duke, Cessna 340, Piper PA-31 Navajo in Piper PA-60 Aerostar. 

## Zanimivosti
Letalo Beechcraft Queen Air nastopa v številnih filmih: Arrivano Joe e Margherito 1974, tout coeur à Tokyo pour OSS 117 1966, Bellman and True 1987, Caxambu! 1967, Dead Aim 1987, Las grandes aguas 1980, Million Dollar Mystery 1987, Number One with a Bullet 1987, O.K. Connery 1967, Stingers Ep. 2.04 The Big Picture1998-2004, Traitement de choc 1973.

## Specifikacije (Queen Air B80)
Podatki iz Janes's All The World's Aircraft 1976-77; Taylor 1976, pp. 217–218
Splošne karakteristike
- Posadka: 1-2
- Število sedežev: 9 potnikov
- Dolžina: 35 ft 6 in (10,82 m)
- Razpon kril: 50 ft 3 in (1,32 m)
- Višina: 14 ft 2½ in (4,33 m)
- Površina kril: 293,9 ft² (27,3 m²)
- Aeroprofil: NACA 23018 (koren) NACA 23012 (konica)
- Teža praznega letala: 5277 lb (2393 kg)
- Maks. vzletna teža: 8800 lb (3992 kg)
- Pogon letala: 2 ×  6-valjni zračnohlajeni protibatni motor Lycoming IGSO-540 A1D, 380 KM (285 kW)  vsak

 Zmogljivost 
- Maks. hitrost: 215 vozlov (400 km/h, 248 mph) at 11500 ft (3500 m)
- Potovalna hitrost: 159 vozlov (294 km/h, 183 mph) ekonomična potovalna hitrost, 45% moč na višini 15000 ft (4570 m)
- Doseg: 1317 nmi (2441 km, 1517 milj) 45% moč na višini 15000 ft (4570 m), 45 min rezerva
- Višina leta: 26800 ft (8170 m)
- Hitrost vzpenjanja: 1275 ft/min (6,5 m/s)